# Domaine de Sagara
Le domaine de Sagara (相良藩, Sagara-han) est un domaine féodal fudai japonais de l'époque d'Edo situé dans la province de Tōtōmi. Son centre se trouve dans le district Shizuoka de la ville moderne de Makinohara, préfecture de Shizuoka.

## Histoire
En 1710, Tadaharu Honda, daimyo du domaine d'Ibo dans la province de Mikawa est transféré par le shogunat à Sagara sur la côte de la province de Tōtōmi et ses revenus sont augmentés de 10 000 koku à 15 000. Le clan Honda gouverne Sagara pendant trois générations jusqu'à ce que Tadayuki Honda soit transféré au domaine d'Izumi dans la province de Mutsu en 1746.
Les Honda sont remplacés par Itakura Katsukiyo qui ne gouverne que trois ans avant d'être transféré au domaine d'Annaka, province de Kozuke. Sagara est rendu au clan Honda par le biais de Honda Tadanaka, anciennement au domaine de Komoro à Mikawa. Le domaine est cependant requalifié comme domaine mineur d'une valeur de 10 000 koku.
En 1767, le domaine de Sagara est offert à Tanuma Okitsugu qui s'est élevé du très humble statut de page du shogun Ieshige Tokugawa à celui de chambellan puis grand-chambellan et enfin rōjū sous le règne du shōgun Ieharu Tokugawa. À cette occasion, il est également élevé au statut de daimyō et, au fil des années, augmente son revenu de 10 000 à 57 000 koku. Les réformes économiques qu'il entreprend profitent grandement au domaine et une route est construite qui le relie au grand Tōkaidō. Cependant, après la mort d'Ieraru Tokugawa, Okitsugu Tanuma tombe vite en défaveur et voit diminuer son rang et ses revenus. Son petit-fils, Tanuma Okiaki, hérite en 1787 d'un domaine ramené à son statut original d'une valeur de 10 000 koku et, moins d'un an plus tard, il est transféré au domaine de Shimomura dans la province de Mutsu. Le domaine de Sagara devient un territoire tenryō directement administré par le shōgun.
Mais en 1823 son fils Tanuma Ogimasa est autorisé à retourner à Sagara où lui et ses descendants restent jusqu'à la restauration de Meiji.
En février 1869, Okitakathe Tanuma, le dernier daimyō du domaine de Sagara, est transféré par le nouveau gouvernement de Meiji au domaine d'Okubo dans la province de Kazusa et le domaine est absorbé dans le nouveau domaine de Shizuoka créé pour l'ancien shogun Tokugawa Yoshinobu maintenant retiré.

## Liste des daimyōs
- Clan Honda (fudai) 1710-1746

| # | Nom                        | Dates     | Titre                   | Rang                    | Revenus     |
| - | -------------------------- | --------- | ----------------------- | ----------------------- | ----------- |
| 1 | Honda Tadaharu (本多 忠晴) | 1710-1715 | Zenshō-Shosō (弾正少弼) | 5e inférieur (従五位下) | 15 000 koku |
| 2 | Honda Tadamichi (本多忠通) | 1715-1721 | Zenshō-Shosō (弾正少弼) | 5e inférieur (従五位下) | 15 000 koku |
| 3 | Honda Tadayuki (本多 忠如) | 1721-1746 | Etchu-no-kami           | 5e inférieur (従五位下) | 15 000 koku |

- Clan Itakura (fudai) 1746-1749;

| # | Nom                           | Dates     | Titre        | Rang                    |             |
| - | ----------------------------- | --------- | ------------ | ----------------------- | ----------- |
| 1 | Itakura Katsukiyo (板倉 勝清) | 1746-1749 | Sado-no-kami | 4e inférieur (従四位下) | 20 000 koku |

- Clan Honda (fudai) 1749-1758

| # | Nom                        | Dates     | Titre          | Rang                    | Revenus     |
| - | -------------------------- | --------- | -------------- | ----------------------- | ----------- |
| 1 | Honda Tadanaka (本多 忠央) | 1749-1758 | Nagato-no-kami | 5e inférieur (従五位下) | 10 000 koku |

- Clan Tanuma (fudai) 1767-1786

| # | Nom                         | Dates     | Titre                       | Rang                    | Revenus                       |
| - | --------------------------- | --------- | --------------------------- | ----------------------- | ----------------------------- |
| 1 | Tanuma Okitsugu (田沼 意次) | 1767-1786 | Tonomori-no-sukasa (主殿寮) | 4e inférieur (従四位下) | 10 000 → 57 000 → 10 000 koku |
| 2 | Tanuma Okiaki (田沼意明次)  | 1767-1786 | Shimosuke-no-kami           | 5e inférieur (従五位下) | 10 000 koku                   |

- Tenryō 1786-1823

- Clan Tanuma (fudai) 1823-1868

| # | Nom                       | Dates     | Titre             | Rang                    | Revenus     |
| - | ------------------------- | --------- | ----------------- | ----------------------- | ----------- |
| 1 | Tanuma Okimasa (田沼意正) | 1823-1836 | Genbaryō (玄蕃頭) | 4e inférieur (従四位下) | 10 000 koku |
| 2 | Tanuma Okitome (田沼意留) | 1836-1840 | Echizen-no-kami   | 5e inférieur (従五位下) | 10 000 koku |
| 3 | Tanuma Okitaka (田沼意尊) | 1840-1868 | Echizen-no-kami   | 5e inférieur (従五位下) | 10 000 koku |

## Source de la traduction
- (en) Cet article est partiellement ou en totalité issu de l’article de Wikipédia en anglais intitulé « Sagara Domain » (voir la liste des auteurs).